# میناس چراز
میناس چراز (ارمنی: Մինաս Չերազ؛ انگلیسی: Minas Cheraz زادهٔ ۱۸۵۲ - درگذشته ۱۹۲۹)، نویسنده، معلم و چهره اجتماعی-سیاسی اهل ارمنستان بود.

## زندگی‌نامه
وی در کنستانتینوپل از والدینی که اصالتاً از اهالی روستای Cheraz در نزدیکی آکن بودند، به دنیا آمد. در زادگاهش تحصیل نمود. در مدرسه‌های ارمنی مختلفی تدریس نمود و وی بین سال‌های ۱۸۸۶ تا ۱۸۸۹ مدیر مدرسه Kedronakan در کنستانتینوپل بود. به عنوان منشی و مترجم در هیئت نمایندگی غیررسمی ارمنیان در کنگره برلین برای پیگیری مسئله ارمنی را همراهی نمود. در سال ۱۸۹۸ وی از کنستانتینوپل گریخت و در لندن اقامت گزید که جایی وی L'Armenie-Armenia را منتشر نمود تا مسئله ارمنی را رواج دهد. وی در پاریس (۱۸–۱۹۱۰، ۰۸–۱۸۹۸)، کنستانتینوپل (۱۰–۱۹۰۸) و مارسی (از ۱۹۱۸ تا زمان مرگش) زندگی کرد.